# ماکسیم روماسچنکو
ماکسیم روماسچنکو (بلاروسی: Максім Рамашчанка؛ زادهٔ ۳۱ ژوئیهٔ ۱۹۷۶) بازیکن فوتبال اهل اوکراین است.
از باشگاه‌هایی که در آن بازی کرده‌است می‌توان به باشگاه فوتبال غازی عینتاب‌اسپور، باشگاه فوتبال ترابزون‌اسپور، باشگاه فوتبال دینامو مسکو، باشگاه فوتبال تورپدو مسکو، باشگاه فوتبال بورسااسپور، و باشگاه فوتبال خیمکی اشاره کرد.
وی همچنین در تیم‌های ملی فوتبال زیر ۲۱ سال بلاروس و بلاروس بازی کرده‌است.